# Vol Air Ontario 1363
Le 10 mars 1989, le Fokker F28 effectuant le vol Air Ontario 1363, un vol régulier de passagers reliant Thunder Bay, en Ontario, à Winnipeg, au Manitoba, avec une escale prévue à Dryden, s'écrase peu après son décollage de l'aéroport régional de Dryden, au Canada, faisant vingt-quatre victimes parmi les 69 personnes à bord.
L'avion s'écrase seulement quarante-neuf secondes après son décollage dû à son inaptitude à atteindre une altitude suffisante pour franchir les arbres au-delà de l'extrémité de la piste, en raison de l'accumulation d'une fine couche de glace sur les ailes.
Un accident similaire se produit en mars 1992 lorsque le vol USAir 405 s'écrase au décollage de l'aéroport LaGuardia de New York, après que de la glace s'est accumulée sur les ailes pendant le roulage.

## Avion et équipage
L'appareil impliqué, un Fokker F28-1000, a été fabriqué en 1972 et est entré en service pour Turkish Airlines de 1973 à 1987. Il était utilisé par Air Ontario, compagnie aérienne régionale canadienne, depuis novembre 1987. C'était l'un des deux F28-1000 exploités par la compagnie aérienne au moment de l'accident. 
Le commandant de bord est George Morwood (52 ans). C'est un pilote expérimenté, qui vole depuis environ 34 ans pour Air Ontario. Il totalise environ 24 100 heures de vol à son actif. Le copilote est Keith Mills (35 ans). Mills est également un pilote très expérimenté, avec 10 ans d'expérience chez Air Ontario et cumulant plus de 10 000 heures de vol.
Les deux pilotes sont nouveaux sur le Fokker F28, ayant à eux deux moins de 150 heures de vol sur ce type d'avion.

## Déroulement des faits
Le vol 1363 a quitté l'aéroport international James Armstrong Richardson de Winnipeg à 7 h 49, heures locales, pour un vol aller-retour à destination de Thunder Bay. Le vol s'est alors déroulé sans incident, à l'exception d'un léger retard dû aux mauvaises conditions météorologiques présentes dans toute la région de Thunder Bay. 
Une fois à l'aéroport international de Thunder Bay, alors que l'avion était en train d'être préparé pour le vol de retour, il s'est avéré que l'avion était en surpoids, en raison du transfert de dix passagers supplémentaires sur ce vol, à la suite de l'annulation d'un vol précédent. Le chef de service d'Air Ontario a décidé de décharger le carburant et d'organiser un ravitaillement en carburant une fois à Dryden. Cela a entraîné un retard supplémentaire de 35 minutes.
L'appareil a finalement décollé de Thunder Bay à 11 h 55, soit environ une heure de retard sur l'horaire prévu. L'avion a atterri à l'aéroport régional de Dryden à 11 h 39. Il a commencé à neiger légèrement lorsque l'avion a atterri ; huit passagers ont débarqué à Dryden et sept passagers sont montés à bord.

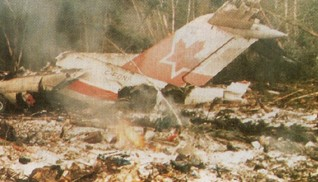
Section arrière de l'appareil après le crash

À 12 h 09, peu après le décollage sur la piste 29, le Fokker F28 ne parvient pas à prendre de l'altitude, avant de heurter la cime des arbres, puis de s'écraser à 961 m de la fin de la piste, après seulement 49 secondes de vol. La violence de l'impact à complètement détruit l'appareil, qui a pris feu immédiatement après le crash.
L'accident a causé la mort de 21 des 65 passagers et de trois des quatre membres d'équipage à bord, dont les deux pilotes.

## Enquête
L'incendie qui a suivi l'accident a gravement endommagé l'enregistreur phonique (CVR) et l'enregistreur de paramètres (FDR) ; aucune données provenant de ces appareils n'a pu être lu et analyser. Pour cette raison, l'enquête, menée par le Bureau canadien de la sécurité aérienne (CASB), s'est presque entièrement appuyée sur les déclarations des témoins concernant l'accident et les événements qui l'ont précédé.
L'enquête a révélé que le groupe auxiliaire de puissance (APU) inutilisable et l'absence d'un groupe auxiliaire de puissance externe disponible à Dryden ont conduit à des prises de décisions douteuses, ce qui a été un facteur critique ayant conduit au crash du vol 1363. Une fois les moteurs éteints, ils n'auraient pas pu être redémarrés en raison du mauvais fonctionnement de l'APU et de l'absence d'alimentation externe. Par conséquent, le moteur gauche a été laissé en marche pendant toute la durée de l'escale à Dryden.
La neige tombait légèrement ce jour-là et une couche de 0,6 à 1,3 cm de neige s'est accumulée sur les ailes. Il fallait effectuer un dégivrage des ailes avant le décollage, mais il n'est jamais prévu de dégivrer les Fokker F28 lorsque les moteurs sont en marche, en raison du risque de pénétration de fumées toxiques dans la cabine de l'appareil. Les pilotes n'a donc pas demandé le dégivrage des ailes ; à l'époque, les instructions de la compagnie aérienne n'étaient pas claires sur ce point, mais le rapport qui a suivi a été très critique à l'égard de cette décision.

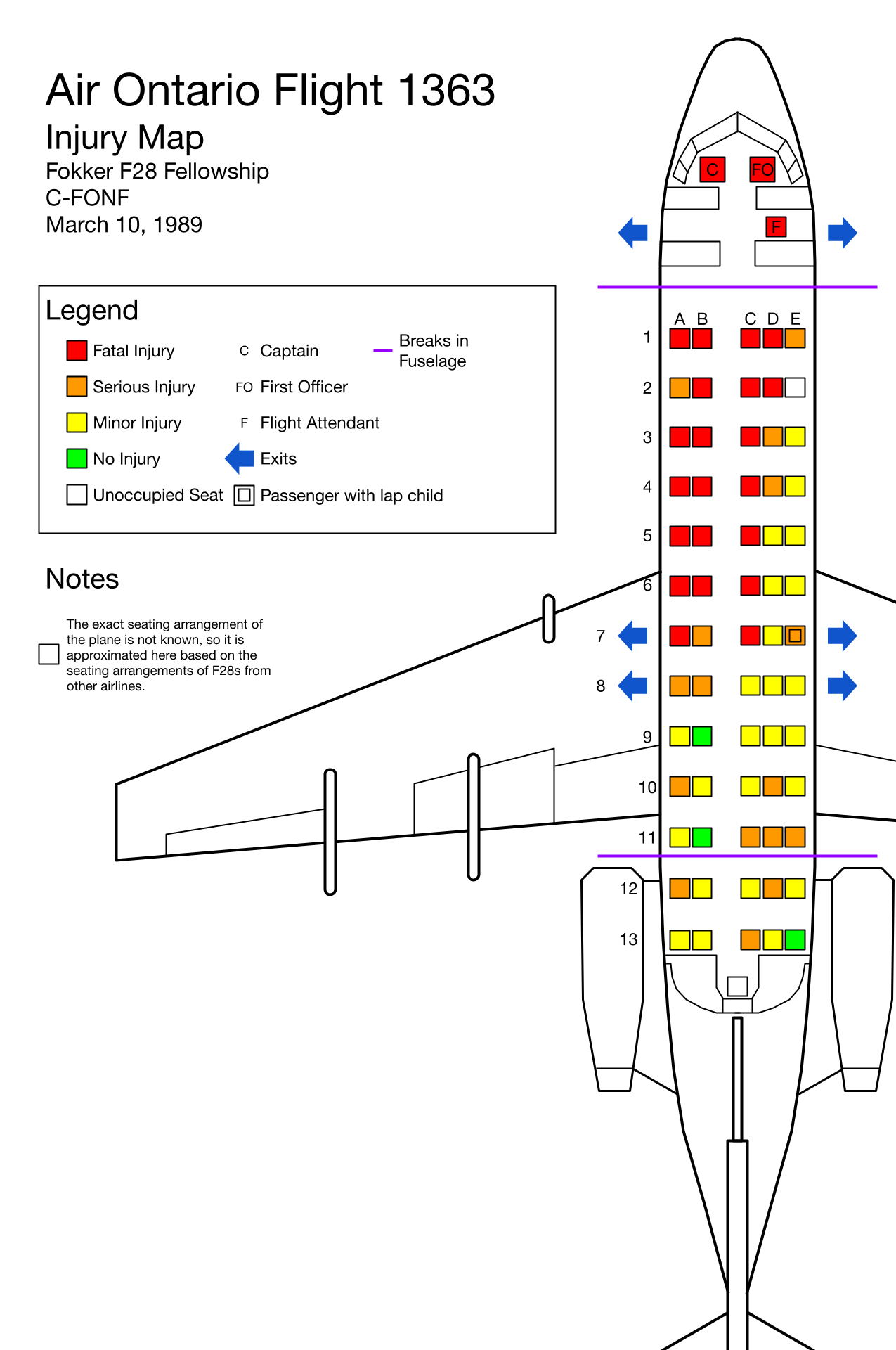
Plan représentant l'emplacement des morts et des blessés à l'intérieur de l'avion

Le ravitaillement en carburant devait être effectué avec le moteur en marche et des passagers à bord (ce qu'on appelle un ravitaillement en carburant chaud). Le débarquement et le réembarquement des passagers auraient pris un temps considérable, et plus l'avion restait au sol, plus il était nécessaire de vaporiser du liquide de dégivrage sur les ailes. Pour éviter tout retard supplémentaire et un plus grand risque d'accumulation de glace sur les ailes, le commandant Morwood a décidé de faire le plein de carburant pendant que le moteur gauche tournait et que des passagers étaient présents à bord, une procédure qui n'était pas interdite par Transports Canada à l'époque.
Le rapport final de l'enquête sur l'accident conclut également que le commandant de bord, « en tant que pilote en fonction, doit assumer la responsabilité de la décision d'atterrir et de décoller à Dryden le jour en question. Cependant, il est tout aussi clair que le système du transport aérien a échoué en lui permettant de se retrouver dans une situation où il ne disposait pas de tous les outils nécessaires qui auraient dû l’aider à prendre la bonne décision ».

## Conséquence
L'enquête sur l'accident a été confiée à une commission d'enquête judiciaire, dirigée par le juge Virgil P. Moshansky (en). Son rapport a montré que les pressions concurrentielles causées par la déréglementation commerciale ont réduit les normes de sécurité et que de nombreuses pratiques négligentes et procédures douteuses au sein de l'industrie aéronautique ont placé le commandant Morwood dans une situation très difficile. 
Le rapport indique également que l'avion n'aurait pas dû être ravitaillé dans un aéroport qui ne disposait pas de l'équipement approprié et que ni la formation, ni les manuels n'avaient suffisamment averti les pilotes des risques liées à la présence de glace sur les ailes. Le juge Moshansky a blâmé Transports Canada pour avoir laissé Air Ontario étendre ses activités à l'exploitation d'avions plus gros et plus complexes sans détecter les défauts déjà existants sur ses appareils.
Après le crash du vol 1363, de nombreux changements importants ont été apportés à la règlementation de l'aviation canadien (en). Ces changements comprenaient de nouvelles procédures concernant le ravitaillement en carburant et les opérations de dégivrage, ainsi que de nombreux nouveaux règlements visant à améliorer la sécurité générale de tous les futurs vols commerciaux au Canada. Plus précisément, ces changements concernaient l'efficacité de certains liquides de dégivrage au fil du temps et l'utilisation accrue de liquides de type II. Ce mélange comprend des agents polymérisants, qui prolongent l'effet du dégivrage.
Une autre cause de cet accident fut le retard dans les changements apportés aux procédures de dégivrage, à la suite du rapport dissident du CASB sur l'accident du vol Arrow Air 1285R, survenu en décembre 1985 et qui aurait également impliquer une accumulation de glace sur les ailes d'un Douglas DC-8 lors du décollage, mais un rapport minoritaire distinct indiquait qu'une explosion s'était produite à bord de l'avion. Les deux accidents ont miné la confiance du public dans les enquêtes du CASB et ont finalement conduit le gouvernement canadien à le fermer un an après l'accident du vol 1363. Par la suite, il a été remplacé par le Bureau de la sécurité des transports du Canada (BST), un organisme d'enquête plus indépendant et multimodal.

## Médias
L'accident a fait l'objet d'un épisode dans la série télé Air Crash nommé « Neige sanglante » (saison 9 - épisode 7).

## Mémorial

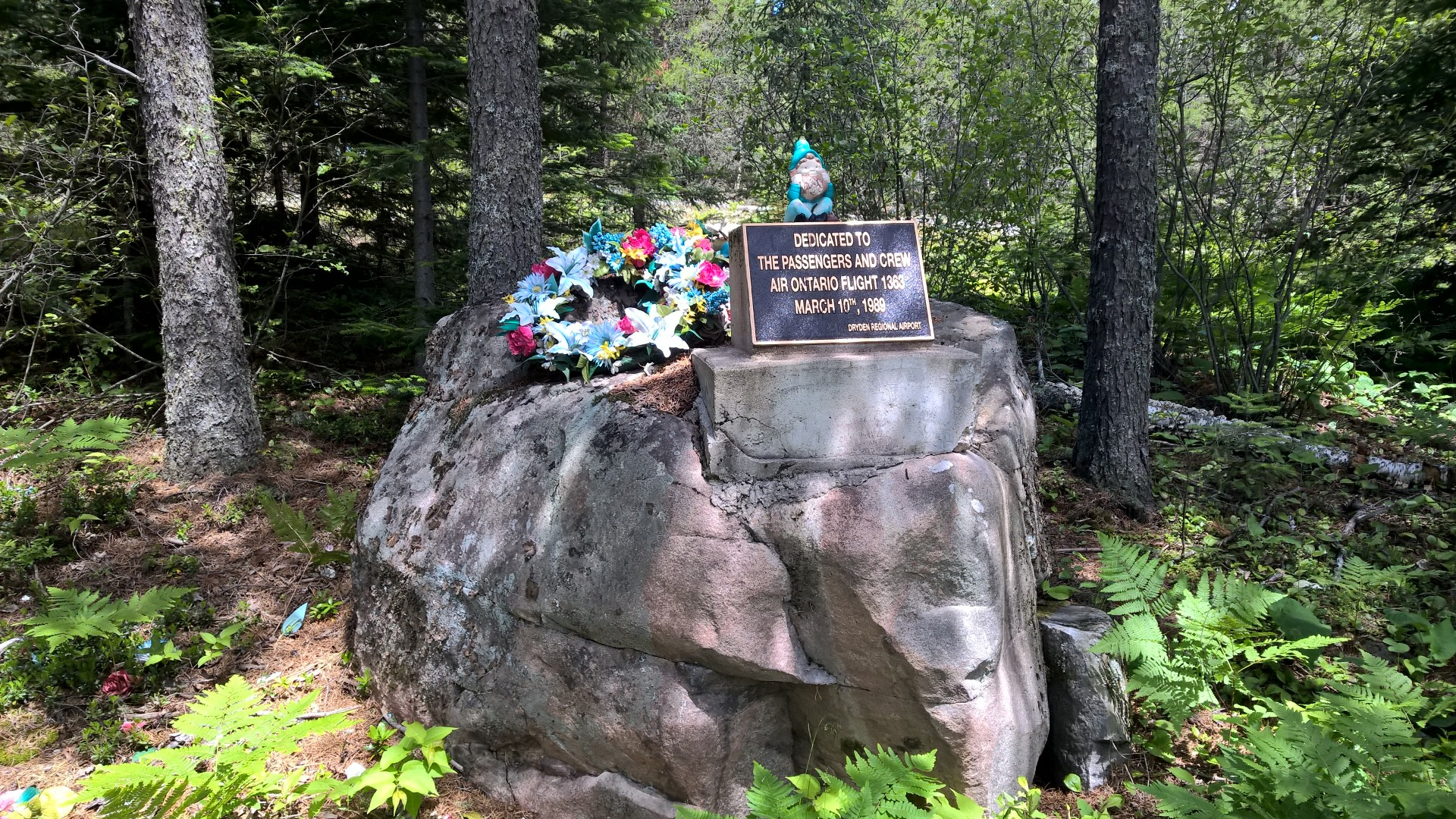
Mémorial du crash

Un mémorial en souvenir des victimes du crash a été érigé à MacArthur Road.